# Velíška
Velíška (německy Welschko) je zaniklá vesnice u Malont v okrese Český Krumlov. Stávala v katastrálním území Meziříčí u Malont asi 2,5 kilometru severně od Malont a 1,5 kilometru severozápadně od Meziříří. Východně od vsi stával na Velišském potoce hamr (Hammermühle), a na kopci jihozápadně nad Velíškou byl větrný mlýn.

## Název
Název vesnice je zdrobnělinou názvu Veliš, který je odvozen z osobního jména Veľuch ve významu Velichův dvůr nebo vrch. V historických pramenech se název objevuje ve tvarech: Weliczka (1361), Weleska (1483), Welisska (1541), Veska (1654), Velska (1717), Welschka a Welssko (1789) a Wölschko nebo Welschko a Welissko (1841).

## Historie
První písemná zmínka o vesnici pochází z roku 1361. Po vysídlení obyvatel v roce 1946 se podařilo ves zčásti dosídlit. V roce 1951 převzal pozemky ve Velíšce Státní statek Malonty. V pozdějších letech noví osadníci odešli a ves zanikla.

## Obyvatelstvo
|           | 1869 | 1880 | 1890 | 1900 | 1910 | 1921 | 1930 | 1950 | 1961 |
| --------- | ---- | ---- | ---- | ---- | ---- | ---- | ---- | ---- | ---- |
| Obyvatelé | 148  | 176  | 152  | 145  | 168  | 161  | 132  | 77   | 26   |
| Domy      | 34   | 36   | 34   | 34   | 34   | 36   | 36   | 15   | .    |

## Obecní správa
Velíška bývala od roku 1869 osadou obce Meziříčí v okrese Kaplice. Při sčítání lidu v roce 1961 už byla částí obce Malonty a dne 1. ledna 1973 úředně zanikla.